# Comuna Vetlanda
Vetlanda (Vetlanda kommun) este o comună din comitatul Jönköpings län, Suedia, cu o populație de 26.419 locuitori (2013).

## Geografie

### Zone urbane
Lista celor mai mari zone urbane din comună (anul 2015) conform Biroului Central de Statistică al Suediei:
| Nr | Zona urbană | Pop.   |
| -- | ----------- | ------ |
| 1  | Vetlanda    | 13.430 |
| 2  | Ekenässjön  | 1.563  |
| 3  | Landsbro    | 1.438  |
| 4  | Holsbybrunn | 783    |
| 5  | Korsberga   | 731    |
| 6  | Myresjö     | 728    |
| 7  | Kvillsfors  | 488    |
| 8  | Sjunnen     | 420    |
| 9  | Björköby    | 323    |
| 10 | Skede       | 289    |

## Demografie
| \| Evoluția demografică în comuna Vetlanda, 1970–2015 \| Evoluția demografică în comuna Vetlanda, 1970–2015 \| Evoluția demografică în comuna Vetlanda, 1970–2015 \| Evoluția demografică în comuna Vetlanda, 1970–2015 \| Evoluția demografică în comuna Vetlanda, 1970–2015 \| \| ----------------------------------------------------------------------------------------------------- \| -------------------------------------------------- \| -------------------------------------------------- \| -------------------------------------------------- \| -------------------------------------------------- \| \| An \| \| \| Locuitori \| \| \| 1970 \| 1970 \| \| 28860 \| 28860 \| \| 1975 \| 1975 \| \| 28532 \| 28532 \| \| 1980 \| 1980 \| \| 28736 \| 28736 \| \| 1985 \| 1985 \| \| 27965 \| 27965 \| \| 1990 \| 1990 \| \| 28023 \| 28023 \| \| 1995 \| 1995 \| \| 27825 \| 27825 \| \| 2000 \| 2000 \| \| 26624 \| 26624 \| \| 2005 \| 2005 \| \| 26459 \| 26459 \| \| 2010 \| 2010 \| \| 26304 \| 26304 \| \| 2015 \| 2015 \| \| 26873 \| 26873 \| \| Sursa: SCB - Statistika Centralbyrån, Folkmängd efter region, civilstånd, ålder och kön. År 1968–2016 \| \| \| \| \| |      |  |           |       |
| Evoluția demografică în comuna Vetlanda, 1970–2015 |      |  |           |       |
| An |      |  | Locuitori |       |
| 1970 | 1970 |  | 28860     | 28860 |
| 1975 | 1975 |  | 28532     | 28532 |
| 1980 | 1980 |  | 28736     | 28736 |
| 1985 | 1985 |  | 27965     | 27965 |
| 1990 | 1990 |  | 28023     | 28023 |
| 1995 | 1995 |  | 27825     | 27825 |
| 2000 | 2000 |  | 26624     | 26624 |
| 2005 | 2005 |  | 26459     | 26459 |
| 2010 | 2010 |  | 26304     | 26304 |
| 2015 | 2015 |  | 26873     | 26873 |
| Sursa: SCB - Statistika Centralbyrån, Folkmängd efter region, civilstånd, ålder och kön. År 1968–2016 |      |  |           |       |